# ان‌اچ دینی
نورهایاتی سریاهاردینی سیتی نوکاتین (به جاوه‌ای: Nurhayati Srihardini Siti Nukatin۲۹؛ فوریه ۱۹۳۶–۴ دسامبر ۲۰۱۸)، که بهتر است با تخلصش ان اچ دینی (Nh. Dini گاهی NH Dini در انگلیسی) شناخته شود، یک رمان‌نویس و فمینیست اهل اندونزی بود. او کوچکترین فرزند از پنج فرزند سالوجیدجوجو و کوشامینا بود. یک شاخه از خانواده را می‌توان در مردم بوگیایی سولاوسی جنوبی ردیابی کرد.
ان اچ دینی در سمارانگ، اندونزی متولد شد. او با گوش دادن به داستان‌هایی که مادرهایش از مجلات محلی می‌خواند، بزرگ شد. برای مقاومت درمقابل نقش سنتی زنان، که بر اثر مردسالاری جاوه‌ای شکل گرفته بود، بخش عمده ای از کارها و اعتقادات او متمرکز بر مسائل جنسیتی بود که «زن، هر کجا که زندگی کند، شایسته احترام و رفتار برابر است.»
دینی در دهه ۱۹۵۰، در حالی که به عنوان مهماندار در یک شرکت هواپیمایی اندونزی مشغول به کار بود، با همسرش، که کنسول فرانسه در ژاپن بود آشنا شد. این دو در طول زندگی مشترک، به دور دنیا سفر کردند و در کامبوج، ژاپن، فرانسه، فیلیپین و ایالات متحده زندگی کردند.
دینی با الهام گرفتن از سفرهای بین‌المللی‌اش، زندگی خود را وقف نوشتن و پیگیری بی‌امان از حقوق زنان کرد و ده‌ها رمان، داستان کوتاه و شعر را در طول ۶۰ سال فعالیت خود منتشر کرد. با آثاری همچون "Pada Sebuah Kapal" ("در یک کشتی"، ۱۹۸۵) و "Namaku Hiroko" ("نام من هیروکو است"، ۱۹۸۶)، داستان‌های او همچنان به توانمندسازی زنان کمک می‌کند.

## بزرگداشت
در ۲۹ فوریه ۲۰۲۰، گوگل ۸۴مین سالگرد تولد او را با تغییر گوگل دودل جشن گرفت.